# Großer Preis von San Marino 1991
Der Große Preis von San Marino 1991 (offiziell XI Gran Premio di San Marino) fand am 28. April auf dem Autodromo Enzo e Dino Ferrari in Imola statt und war das dritte Rennen der Formel-1-Weltmeisterschaft 1991.

## Berichte

### Hintergrund
Als neue Modelle standen der Footwork FA12, der Brabham BT60Y, der Fondmetal GR01 und der Benetton B191 rechtzeitig zum Beginn der Europasaison bereit.
Bei AGS wurde Stefan Johansson durch den Neuling Fabrizio Barbazza ersetzt.
Mit Alain Prost (dreimal), Gerhard Berger, Ayrton Senna, Nelson Piquet, Thierry Boutsen und Riccardo Patrese (jeweils einmal) traten sechs ehemalige Sieger zu diesem Grand Prix an.

### Training
Michele Alboreto verunglückte im Training in der Tamburello-Kurve, wobei einer der neuen Footwork GR01 schwer beschädigt wurde. Beide Footwork-Piloten verfehlten die Qualifikation.
Senna erreichte die dritte Pole-Position am dritten Rennwochenende. Neben ihm qualifizierte sich Patrese für die erste Startreihe vor Prost und Nigel Mansell, Berger und Stefano Modena.
Aufgrund von Regen kam es während des zweiten Qualifikationsdurchgangs am Samstag zu keinen Zeitverbesserungen.

### Rennen
Kurz vor dem Start begann es zu regnen. Auf der letzten von mehreren Einführungsrunden drehte sich Prost im Bereich der Rivazza ins Aus und musste somit im Gegensatz zu Berger, der sich ebenfalls drehte, auf die Teilnahme am Rennen verzichten.
Patrese ging nach dem Start in Führung und verschaffte sich zunächst einen Vorsprung vor Senna. Mansell schied bereits nach wenigen Metern infolge einer Kollision mit Martin Brundle aus. Auch für Piquet und Jean Alesi war das Rennen nach Fahrfehlern auf der feuchten Strecke bereits nach wenigen Runden beendet.
In der vierten Runde, als die Strecke bereits abtrocknete, beschädigte Bertrand Gachot in der Tamburello-Kurve bei einem Dreher die Front seines Wagens. Kurz darauf kollidierte Maurício Gugelmin mit dem beschädigten Fahrzeug. Beide konnten das Rennen dennoch fortsetzen.
Nach zehn Runden musste Patrese aufgrund von Fehlzündungen die Box ansteuern und somit Senna die Führung überlassen. Der Italiener kehrte zwar noch einmal mit mehreren Runden Rückstand auf die Strecke zurück, gab jedoch wenig später auf. Senna führte vor Berger, Modena und Roberto Moreno, nachdem der zuvor viertplatzierte Satoru Nakajima aufgrund eines Getriebeschadens ausgeschieden war. Als auch Modena wegen eines ähnlichen Problems aufgeben musste, gelangte Moreno auf den dritten Rang, gefolgt von JJ Lehto, Pierluigi Martini und Eric van de Poele. In der 52. Runde übernahm Lehto den dritten Rang von Moreno. Als dieser kurz darauf ausschied, gelangte Martini auf den vierten Rang vor van de Poele, der allerdings aufgrund von Kraftstoffmangel am Ende als Neunter gewertet wurde. Die Plätze fünf und sechs belegten die beiden Lotus-Piloten Mika Häkkinen und Julian Bailey. Sie erzielten somit die jeweils ersten WM-Punkte ihrer Formel-1-Karriere. Lehto erreichte zum ersten und einzigen Mal das Podium.

## Meldeliste
| Team                              | Nr. | Fahrer             | Chassis            | Motor                    | Reifen |
| --------------------------------- | --- | ------------------ | ------------------ | ------------------------ | ------ |
| Honda Marlboro McLaren            | 01  | Ayrton Senna       | McLaren MP4/6      | Honda RA121E 3.5 V12     | G      |
| Honda Marlboro McLaren            | 02  | Gerhard Berger     | McLaren MP4/6      | Honda RA121E 3.5 V12     | G      |
| Braun Tyrrell Honda               | 03  | Satoru Nakajima    | Tyrrell 020        | Honda RA101E 3.5 V10     | P      |
| Braun Tyrrell Honda               | 04  | Stefano Modena     | Tyrrell 020        | Honda RA101E 3.5 V10     | P      |
| Canon Williams Team               | 05  | Nigel Mansell      | Williams FW14      | Renault RS3 3.5 V10      | G      |
| Canon Williams Team               | 06  | Riccardo Patrese   | Williams FW14      | Renault RS3 3.5 V10      | G      |
| Motor Racing Developments         | 07  | Martin Brundle     | Brabham BT60Y      | Yamaha OX99 3.5 V12      | P      |
| Motor Racing Developments         | 08  | Mark Blundell      | Brabham BT60Y      | Yamaha OX99 3.5 V12      | P      |
| Footwork Grand Prix International | 09  | Michele Alboreto   | Arrows A11C        | Porsche 3512 3.5 V12     | G      |
| Footwork Grand Prix International | 10  | Alex Caffi         | Footwork FA12      | Porsche 3512 3.5 V12     | G      |
| Team Lotus                        | 11  | Mika Häkkinen      | Lotus 102B         | Judd EV 3.5 V8           | G      |
| Team Lotus                        | 12  | Julian Bailey      | Lotus 102B         | Judd EV 3.5 V8           | G      |
| Fondmetal                         | 14  | Olivier Grouillard | Fondmetal GR01     | Ford Cosworth DFR 3.5 V8 | G      |
| Leyton House Racing               | 15  | Maurício Gugelmin  | Leyton House CG911 | Ilmor 2175A 3.5 V10      | G      |
| Leyton House Racing               | 16  | Ivan Capelli       | Leyton House CG911 | Ilmor 2175A 3.5 V10      | G      |
| AGS Racing                        | 17  | Gabriele Tarquini  | AGS JH25B          | Ford Cosworth DFR 3.5 V8 | G      |
| AGS Racing                        | 18  | Fabrizio Barbazza  | AGS JH25B          | Ford Cosworth DFR 3.5 V8 | G      |
| Camel Benetton Ford               | 19  | Roberto Moreno     | Benetton B191      | Ford Cosworth HB5 3.5 V8 | P      |
| Camel Benetton Ford               | 20  | Nelson Piquet      | Benetton B191      | Ford Cosworth HB5 3.5 V8 | P      |
| BMS Scuderia Italia               | 21  | Emanuele Pirro     | Dallara 191        | Judd GV 3.5 V10          | P      |
| BMS Scuderia Italia               | 22  | JJ Lehto           | Dallara 191        | Judd GV 3.5 V10          | P      |
| Minardi Team                      | 23  | Pierluigi Martini  | Minardi M191       | Ferrari 037 3.5 V12      | G      |
| Minardi Team                      | 24  | Gianni Morbidelli  | Minardi M191       | Ferrari 037 3.5 V12      | G      |
| Ligier Gitanes                    | 25  | Thierry Boutsen    | Ligier JS35        | Lamborghini 3512 3.5 V12 | G      |
| Ligier Gitanes                    | 26  | Érik Comas         | Ligier JS35        | Lamborghini 3512 3.5 V12 | G      |
| Scuderia Ferrari SpA              | 27  | Alain Prost        | Ferrari 642        | Ferrari 037 3.5 V12      | G      |
| Scuderia Ferrari SpA              | 28  | Jean Alesi         | Ferrari 642        | Ferrari 037 3.5 V12      | G      |
| Larrousse F1                      | 29  | Éric Bernard       | Lola LC91          | Ford Cosworth DFR 3.5 V8 | G      |
| Larrousse F1                      | 30  | Aguri Suzuki       | Lola LC91          | Ford Cosworth DFR 3.5 V8 | G      |
| Coloni Racing                     | 31  | Pedro Chaves       | Coloni C4          | Ford Cosworth DFR 3.5 V8 | G      |
| Team 7Up Jordan                   | 32  | Bertrand Gachot    | Jordan 191         | Ford Cosworth HB4 3.5 V8 | G      |
| Team 7Up Jordan                   | 33  | Andrea de Cesaris  | Jordan 191         | Ford Cosworth HB4 3.5 V8 | G      |
| Modena Team                       | 34  | Nicola Larini      | Lambo 291          | Lamborghini 3512 3.5 V12 | G      |
| Modena Team                       | 35  | Eric van de Poele  | Lambo 291          | Lamborghini 3512 3.5 V12 | G      |

## Klassifikationen

### Qualifying
| Pos. | Fahrer             | Konstrukteur       | Vorqualifikation | Vorqualifikation  | 1. Qualifikationstraining | 1. Qualifikationstraining | 2. Qualifikationstraining | 2. Qualifikationstraining | Start |
| Pos. | Fahrer             | Konstrukteur       | Zeit             | Ø-Geschwindigkeit | Zeit                      | Ø-Geschwindigkeit         | Zeit                      | Ø-Geschwindigkeit         | Start |
| ---- | ------------------ | ------------------ | ---------------- | ----------------- | ------------------------- | ------------------------- | ------------------------- | ------------------------- | ----- |
| 01   | Ayrton Senna       | McLaren-Honda      | –                | –                 | 1:21,877                  | 221,601 km/h              | 1:43,633                  | 175,079 km/h              | 01    |
| 02   | Riccardo Patrese   | Williams-Renault   | –                | –                 | 1:21,957                  | 221,384 km/h              | 1:42,455                  | 177,092 km/h              | 02    |
| 03   | Alain Prost        | Ferrari            | –                | –                 | 1:22,195                  | 220,743 km/h              | 1:42,429                  | 177,137 km/h              | 03    |
| 04   | Nigel Mansell      | Williams-Renault   | –                | –                 | 1:22,366                  | 220,285 km/h              | 1:41,878                  | 178,095 km/h              | 04    |
| 05   | Gerhard Berger     | McLaren-Honda      | –                | –                 | 1:22,567                  | 219,749 km/h              | 1:40,322                  | 180,858 km/h              | 05    |
| 06   | Stefano Modena     | Tyrrell-Honda      | –                | –                 | 1:23,511                  | 217,265 km/h              | 1:44,613                  | 173,439 km/h              | 06    |
| 07   | Jean Alesi         | Ferrari            | –                | –                 | 1:23,945                  | 216,142 km/h              | 1:41,149                  | 179,379 km/h              | 07    |
| 08   | Gianni Morbidelli  | Minardi-Ferrari    | –                | –                 | 1:24,762                  | 214,058 km/h              | –                         | –                         | 08    |
| 09   | Pierluigi Martini  | Minardi-Ferrari    | –                | –                 | 1:24,807                  | 213,945 km/h              | –                         | –                         | 09    |
| 10   | Satoru Nakajima    | Tyrrell-Honda      | –                | –                 | 1:25,345                  | 212,596 km/h              | 1:42,063                  | 177,773 km/h              | 10    |
| 11   | Andrea de Cesaris  | Jordan-Ford        | 1:25,535         | 212,124 km/h      | 1:25,491                  | 212,233 km/h              | 1:44,118                  | 174,264 km/h              | 11    |
| 12   | Bertrand Gachot    | Jordan-Ford        | 1:25,980         | 211,026 km/h      | 1:25,531                  | 212,134 km/h              | 1:44,897                  | 172,970 km/h              | 12    |
| 13   | Roberto Moreno     | Benetton-Ford      | –                | –                 | 1:25,655                  | 211,827 km/h              | 1:45,216                  | 172,445 km/h              | 13    |
| 14   | Nelson Piquet      | Benetton-Ford      | –                | –                 | 1:25,809                  | 211,446 km/h              | 1:42,911                  | 176,308 km/h              | 14    |
| 15   | Maurício Gugelmin  | Leyton House-Ilmor | –                | –                 | 1:25,841                  | 211,368 km/h              | –                         | –                         | 15    |
| 16   | JJ Lehto           | Dallara-Judd       | 1:25,923         | 211,166 km/h      | 1:25,974                  | 211,041 km/h              | 1:43,397                  | 175,479 km/h              | 16    |
| 17   | Éric Bernard       | Lola-Ford          | –                | –                 | 1:25,983                  | 211,018 km/h              | –                         | –                         | 17    |
| 18   | Martin Brundle     | Brabham-Yamaha     | –                | –                 | 1:26,055                  | 210,842 km/h              | –                         | –                         | 18    |
| 19   | Érik Comas         | Ligier-Lamborghini | –                | –                 | 1:26,207                  | 210,470 km/h              | 1:46,667                  | 170,099 km/h              | 19    |
| 20   | Aguri Suzuki       | Lola-Ford          | –                | –                 | 1:26,356                  | 210,107 km/h              | –                         | –                         | 20    |
| 21   | Eric van de Poele  | Lambo-Lamborghini  | 1:26,117         | 210,690 km/h      | 1:26,550                  | 209,636 km/h              | 1:47,619                  | 168,595 km/h              | 21    |
| 22   | Ivan Capelli       | Leyton House-Ilmor | –                | –                 | 1:26,602                  | 209,510 km/h              | 1:52,949                  | 160,639 km/h              | 22    |
| 23   | Mark Blundell      | Brabham-Yamaha     | –                | –                 | 1:26,778                  | 209,085 km/h              | 1:49,539                  | 165,640 km/h              | 23    |
| 24   | Thierry Boutsen    | Ligier-Lamborghini | –                | –                 | 1:26,998                  | 208,557 km/h              | 1:44,125                  | 174,252 km/h              | 24    |
| 25   | Mika Häkkinen      | Lotus-Judd         | –                | –                 | 1:27,324                  | 207,778 km/h              | 1:47,444                  | 168,869 km/h              | 25    |
| 26   | Julian Bailey      | Lotus-Judd         | –                | –                 | 1:27,976                  | 206,238 km/h              | 1:45,931                  | 171,281 km/h              | 26    |
| DNQ  | Gabriele Tarquini  | AGS-Ford           | –                | –                 | 1:28,175                  | 205,773 km/h              | –                         | –                         | –     |
| DNQ  | Fabrizio Barbazza  | AGS-Ford           | –                | –                 | 1:29,665                  | 202,353 km/h              | –                         | –                         | –     |
| DNQ  | Alex Caffi         | Footwork-Ford      | –                | –                 | 1:30,280                  | 200,975 km/h              | 2:06,589                  | 143,330 km/h              | –     |
| DNQ  | Michele Alboreto   | Footwork-Ford      | –                | –                 | 1:30,762                  | 199,907 km/h              | –                         | –                         | –     |
| DNPQ | Emanuele Pirro     | Dallara-Judd       | 1:26,305         | 210,231 km/h      | –                         | –                         | –                         | –                         | –     |
| DNPQ | Olivier Grouillard | Fondmetal-Ford     | 1:26,789         | 209,059 km/h      | –                         | –                         | –                         | –                         | –     |
| DNPQ | Nicola Larini      | Lambo-Lamborghini  | 1:26,886         | 208,825 km/h      | –                         | –                         | –                         | –                         | –     |
| DNPQ | Pedro Chaves       | Coloni-Ford        | 1:31,239         | 198,862 km/h      | –                         | –                         | –                         | –                         | –     |

### Rennen
| Pos. | Fahrer            | Konstrukteur       | Runden | Stopps | Zeit        | Start | Schnellste Runde |
| ---- | ----------------- | ------------------ | ------ | ------ | ----------- | ----- | ---------------- |
| 01   | Ayrton Senna      | McLaren-Honda      | 61     | 0      | 1:35:14,750 | 01    | 1:27,168         |
| 02   | Gerhard Berger    | McLaren-Honda      | 61     | 0      | + 1,675     | 05    | 1:26,531         |
| 03   | JJ Lehto          | Dallara-Judd       | 60     | 0      | + 1 Runde   | 16    | 1:29,091         |
| 04   | Pierluigi Martini | Minardi-Ferrari    | 59     | 0      | + 2 Runden  | 09    | 1:30,476         |
| 05   | Mika Häkkinen     | Lotus-Judd         | 58     | 0      | + 3 Runden  | 25    | 1:30,481         |
| 06   | Julian Bailey     | Lotus-Judd         | 58     | 0      | + 3 Runden  | 26    | 1:29,968         |
| 07   | Thierry Boutsen   | Ligier-Lamborghini | 58     | 0      | + 3 Runden  | 24    | 1:29,368         |
| 08   | Mark Blundell     | Brabham-Yamaha     | 58     | 0      | + 3 Runden  | 23    | 1:31,442         |
| 09   | Eric van de Poele | Lambo-Lamborghini  | 57     | 0      | DNF         | 21    | 1:30,528         |
| 10   | Érik Comas        | Ligier-Lamborghini | 57     | 0      | + 4 Runden  | 19    | 1:31,860         |
| 11   | Martin Brundle    | Brabham-Yamaha     | 57     | 0      | + 4 Runden  | 18    | 1:30,115         |
| 12   | Maurício Gugelmin | Leyton House-Ilmor | 55     | 0      | DNF         | 15    | 1:30,422         |
| 13   | Roberto Moreno    | Benetton-Ford      | 54     | 0      | DNF         | 13    | 1:28,423         |
| –    | Stefano Modena    | Tyrrell-Honda      | 41     | 0      | DNF         | 06    | 1:28,906         |
| –    | Andrea de Cesaris | Jordan-Ford        | 37     | 0      | DNF         | 11    | 1:30,471         |
| –    | Bertrand Gachot   | Jordan-Ford        | 37     | 0      | DNF         | 12    | 1:33,534         |
| –    | Ivan Capelli      | Leyton House-Ilmor | 24     | 0      | DNF         | 22    | 1:31,257         |
| –    | Éric Bernard      | Lola-Ford          | 17     | 0      | DNF         | 17    | 1:33,555         |
| –    | Riccardo Patrese  | Williams-Renault   | 17     | 0      | DNF         | 02    | 1:28,776         |
| –    | Satoru Nakajima   | Tyrrell-Honda      | 15     | 0      | DNF         | 10    | 1:44,827         |
| –    | Gianni Morbidelli | Minardi-Ferrari    | 10     | 0      | DNF         | 08    | 1:50,522         |
| –    | Jean Alesi        | Ferrari            | 2      | 0      | DNF         | 07    | 1:55,709         |
| –    | Aguri Suzuki      | Lola-Ford          | 2      | 0      | DNF         | 20    | 2:01,658         |
| –    | Nelson Piquet     | Benetton-Ford      | 1      | 0      | DNF         | 14    | 2:21,555         |
| –    | Nigel Mansell     | Williams-Renault   | 0      | 0      | DNF         | 04    | –                |
| DNS  | Alain Prost       | Ferrari            | –      | –      | –           | 03    | –                |

## WM-Stände nach dem Rennen
Die ersten sechs des Rennens bekamen 10, 6, 4, 3, 2 bzw. 1 Punkt(e).

### Fahrerwertung
| Pos. | Fahrer            | Konstrukteur       | Punkte |
| ---- | ----------------- | ------------------ | ------ |
| 01   | Ayrton Senna      | McLaren-Honda      | 30     |
| 02   | Gerhard Berger    | McLaren-Honda      | 10     |
| 03   | Alain Prost       | Ferrari            | 9      |
| 04   | Riccardo Patrese  | Williams-Renault   | 6      |
| 05   | Nelson Piquet     | Benetton-Ford      | 6      |
| 06   | JJ Lehto          | Dallara-Judd       | 4      |
| 07   | Stefano Modena    | Tyrrell-Honda      | 3      |
| 08   | Pierluigi Martini | Minardi-Ferrari    | 3      |
| 09   | Satoru Nakajima   | Tyrrell-Honda      | 2      |
| 10   | Mika Häkkinen     | Lotus-Judd         | 2      |
| 11   | Jean Alesi        | Ferrari            | 1      |
| 12   | Aguri Suzuki      | Lola-Ford          | 1      |
| 13   | Julian Bailey     | Lotus-Judd         | 1      |
| 14   | Thierry Boutsen   | Ligier-Lamborghini | 0      |
| 15   | Roberto Moreno    | Benetton-Ford      | 0      |

| Pos. | Fahrer            | Konstrukteur       | Punkte |
| ---- | ----------------- | ------------------ | ------ |
| 16   | Nicola Larini     | Lambo-Lamborghini  | 0      |
| 17   | Gabriele Tarquini | AGS-Ford           | 0      |
| 18   | Gianni Morbidelli | Minardi-Ferrari    | 0      |
| 19   | Mark Blundell     | Brabham-Yamaha     | 0      |
| 20   | Eric van de Poele | Lambo-Lamborghini  | 0      |
| 21   | Bertrand Gachot   | Jordan-Ford        | 0      |
| 22   | Érik Comas        | Ligier-Lamborghini | 0      |
| 23   | Martin Brundle    | Brabham-Yamaha     | 0      |
| 24   | Emanuele Pirro    | Dallara-Judd       | 0      |
| 25   | Maurício Gugelmin | Leyton House-Ilmor | 0      |
| –    | Michele Alboreto  | Footwork-Ford      | 0      |
| –    | Ivan Capelli      | Leyton House-Ilmor | 0      |
| –    | Nigel Mansell     | Williams-Renault   | 0      |
| –    | Éric Bernard      | Lola-Ford          | 0      |
| –    | Andrea de Cesaris | Jordan-Ford        | 0      |

### Konstrukteurswertung
| Pos. | Konstrukteur     | Punkte |
| ---- | ---------------- | ------ |
| 01   | McLaren-Honda    | 40     |
| 02   | Ferrari          | 10     |
| 03   | Williams-Renault | 6      |
| 04   | Benetton-Ford    | 6      |
| 05   | Tyrrell-Honda    | 5      |
| 06   | Dallara-Judd     | 4      |
| 07   | Minardi-Ferrari  | 3      |
| 08   | Lotus-Judd       | 3      |

| Pos. | Konstrukteur       | Punkte |
| ---- | ------------------ | ------ |
| 09   | Lola-Ford          | 1      |
| 10   | Ligier-Lamborghini | 0      |
| 11   | Lambo-Lamborghini  | 0      |
| 12   | AGS-Ford           | 0      |
| 13   | Brabham-Yamaha     | 0      |
| 14   | Jordan-Ford        | 0      |
| 15   | Leyton House-Ilmor | 0      |
| –    | Footwork-Ford      | 0      |